# Илиевски, Влатко
Влатко Илиевски (макед. Влатко Илиевски; 2 июля 1985, Скопье — 6 июля 2018, там же) — македонский рок-певец и актёр.
Он занял второе место на македонском отборном конкурсе к Евровидению-2010, а в 2011 году представлял  Республику Македонию на международном конкурсе Евровидение-2011 с песней «Русинка». Ранее он появился на «Евровидении» в 2005 году как бэк-вокалист Мартина Вучика. Ранее он был членом рок-группы Morality. Также он обучался на факультете драматического искусства в Скопье, который он окончил в 2010 году с выпускной постановкой драмы «Anger» («Гнев»).

## Биография
Влатко родился в Скопье. В возрасте 12 лет он начал играть на гитаре и петь в местных группах в Скопье. В 2000 году он выступал на северо-македонском рок-фестивале Macedonian Rock-Fest с группой «Made in Macedonia» (Сделано в Македонии), и выиграл две награды.

## Карьера

### «Морал»
В 2001 году македонская рок-группа «Мораль» (макед. Морал) предложила Влатко на прослушивание. В том же 2001 году они записали свои первые песен, а в начале 2002 года широкая публика представила Влатко как солиста группы клипом «Мора да е кошмар», мгновенно ставшим успешным. Следующее видео, так же ставшее большим хитом, «Кога патувам», делает Влатко новой звездой на музыкальной сцене Македонии, что подтвердило получение Илиевски и группой «Морал» премии «Златна бубамара» как самый перспективный певец. В 2003 году они завершили работу над альбомом «Кога патувам». В альбом вошли песни: «Панично те сакам», «Скопје», «Ти си», «Ова е Македонија» и «А ти ме убиваш». В то время Илиевски и «Морал» входили в число самых популярных исполнителей в Македонии, хотя играли хард-рок, музыкальный жанр, который никогда не был хорошо принят македонскими СМИ. В 2004 году, после выпуска альбома «Moral», «Морал» получили награду «12 величенствени» на канале МРТ как группа года в Македонии. В 2005 году «Moral» были на разогреве Deep Purple на их концерте в Скопье. После нескольких лет перерыва в работе из-за собственной сольной карьеры, Влатко Илиевски вместе с «Moral» записал альбом «Кофеин Блуз». В конце 2017 года они выпустили альбом, а в начале 2018 года дали последний совместный концерт.

### Сольная карьера
Влатко начал свою сольную карьеру в 2007. Его самые известные исполненные песни — «Небо» (на фестивале Оhrid в 2008), «Уште си ми ти», «Со Други Зборови» (исполнена на европейском фестивале песни «Skopje 2008» Metropolis Arena), «Не те можам» (исполнена на Makfest 2008 с Dani), «Taка требало да биде», «Се што сакав после тебе», «Сите ми се криви», «Гушни ме» (с Tamara), «Скитник», «Најбогат на свет (Najbogatij)» (Skopje Fest 2009, и победителем на RadiskiFestival, март 2009), «Роза сине», «Исцеление», «Пак на старо» (исполнена на Makfest 2009), «За лјубов се пее до крај» (с Risto Samardziev, победителем Ohrid Fest 2009), «Работнички шампионе», «Среќа» (Skopje Fest 2010, занял второе место), and «Есен».
Первый сольный концерт состоялся 5 июня 2010 года в Борис Трайковский арена, в Скопье (Республика Македония), на одной из крупнейших арен в стране. На выступлении присутствовало около 10,000 зрителей, и Влатко, вместе с певицей Тамарой Тодевской, исполнил несколько композиций. Он получил поддержку от местных групп, принявших участие в концерте — Shvaleri and DZHMS; лидер и гитарист DZHMS Иван Иванов является сыном нынешнего президента Северной Македонии Георгия Иванова, который присутствовал на концерте. Влатко снимался в телесериале, трансляция которого пройдет в сентябре.

## Смерть
Влатко Илиевски скончался ночью с 6 на 7 июля 2018 года. Он был найден мёртвым утром 7 июля в своей машине на бульваре 3-й Македонской бригады в городе Скопье. Причиной смерти стало комбинированное отравление.

## Дискография

### Альбомы
- «Со други зборови» («In Other Words») с 10 песнями: Со други зборови, И премногу добро, Сите ми се криви, Така требало да биде, Уште си ми ти, Не те можам (дуэт со Кристијан), Гушни ме (дует со Кристијан), Од утре не, Н ебо. Скитник.[10]
- «Најбогат на свет» («Richest of the World») с 10 песнями: Среќа, Пред да те знам, И ти и јас, Се што сакав по тебе, Пак на старо, Најбогат на свет, Есен, За љубов се пее до крај (с Ристо Самарџиев), Не плачи, извини и Небо (не включена).